# Samuel Dalembert
Samuel Davis Dalembert (Port-au-Prince, 10 maggio 1981) è un ex cestista haitiano naturalizzato canadese.

## Caratteristiche tecniche
Alto 211 cm per 114 kg di peso, è un centro che può giocare, all'occorrenza, come ala grande. Non è un buon tiratore dalla distanza, ma riesce a far sentire la sua presenza fisica per quanto riguarda rimbalzi offensivi e difensivi e schiacciate. È un grande atleta nonostante la stazza notevole e possiede una grande elevazione, che gli permette di conquistare molti rimbalzi.

## Carriera
Nato ad Haiti, si trasferisce all'età di quattordici anni a Montréal con la famiglia. In Canada inizia a giocare a pallacanestro. In Canada frequenta la St. Patrick High School. Dopo essersi diplomato si iscrive alla Seton Hall University, dove gioca dal 1999 al 2001.
Viene selezionato con la 26ª scelta assoluta dai Philadelphia 76ers al draft 2001, approdando così in NBA. Nel suo primo anno nella NBA disputa 34 partite su 82, con una media di circa 5 minuti a partita. L'anno successivo è costretto a saltare l'intera stagione a causa di un infortunio. Al rientro nella stagione 2003-04, disputa tutte le partite della stagione con una media di quasi 27 minuti di gioco a incontro, diventando il centro titolare dei Sixers. Nell'annata 2005-06 è stato per tre quarti di stagione il miglior stoppatore della lega, prima di essere superato da Marcus Camby, centro dei Denver Nuggets.
Il 17 giugno 2010 viene ceduto ai Sacramento Kings in cambio di Spencer Hawes e Andrés Nocioni.
Il 21 dicembre 2011 firma un contratto biennale con gli Houston Rockets.
Il 27 giugno 2012 viene ceduto insieme alla 12ª scelta assoluta al draft 2012 in cambio di Shaun Livingston, Jon Brockman, Jon Leuer e della 14ª scelta assoluta al draft 2012.
Il 19 luglio 2013 firma un contratto biennale a 7,5 milioni di dollari con i Dallas Mavericks.
Il 25 giugno 2014 viene ceduto ai New York Knicks insieme a José Calderón, Shane Larkin, Wayne Ellington e due seconde scelte al draft 2014 in cambio di Tyson Chandler e Raymond Felton. Il 5 gennaio 2015 viene tagliato dai Knicks.
Il 25 luglio 2015 firma un contratto annuale al minimo salariale con i Mavericks, facendo così ritorno in Texas, venendo però tagliato il 24 ottobre seguente, prima dell'inizio della Regular Season.
Il 17 dicembre seguente va in Cina, firmando un contratto da 200.000 dollari con lo Shanxi Zhongyu.

## Statistiche

### College
| Anno      | Squadra            | PG | PT | MP   | TC%  | 3P% | TL%  | RP  | AP  | PRP | SP  | PP  |
| --------- | ------------------ | -- | -- | ---- | ---- | --- | ---- | --- | --- | --- | --- | --- |
| 1999-2000 | Seton Hall Pirates | 30 | 21 | 21,4 | 50,3 | -   | 51,8 | 6,0 | 0,3 | 0,3 | 3,6 | 6,0 |
| 2000-2001 | Seton Hall Pirates | 29 | 27 | 21,4 | 56,5 | -   | 55,6 | 5,7 | 0,3 | 0,5 | 2,1 | 8,3 |
| Carriera  | Carriera           | 59 | 48 | 21,4 | 53,7 | -   | 53,9 | 5,8 | 0,3 | 0,4 | 2,8 | 7,1 |

### NBA

#### Regular Season
| Anno      | Squadra            | PG  | PT  | MP   | TC%  | 3P% | TL%  | RP   | AP  | PRP | SP  | PP   |
| --------- | ------------------ | --- | --- | ---- | ---- | --- | ---- | ---- | --- | --- | --- | ---- |
| 2001-2002 | Philadelphia 76ers | 34  | 0   | 5,2  | 44,0 | -   | 38,9 | 2,0  | 0,1 | 0,2 | 0,4 | 1,5  |
| 2003-2004 | Philadelphia 76ers | 82  | 53  | 26,8 | 54,1 | 0,0 | 64,4 | 7,6  | 0,3 | 0,5 | 2,3 | 8,0  |
| 2004-2005 | Philadelphia 76ers | 72  | 60  | 24,8 | 52,4 | -   | 60,1 | 7,5  | 0,5 | 0,6 | 1,7 | 8,2  |
| 2005-2006 | Philadelphia 76ers | 66  | 52  | 26,7 | 53,1 | 0,0 | 70,5 | 8,2  | 0,4 | 0,5 | 2,4 | 7,3  |
| 2006-2007 | Philadelphia 76ers | 82  | 82  | 30,9 | 54,1 | 0,0 | 74,6 | 8,9  | 0,8 | 0,6 | 1,9 | 10,7 |
| 2007-2008 | Philadelphia 76ers | 82  | 82  | 33,2 | 51,3 | 0,0 | 70,7 | 10,4 | 0,5 | 0,5 | 2,3 | 10,5 |
| 2008-2009 | Philadelphia 76ers | 82  | 82  | 24,8 | 49,8 | 0,0 | 73,4 | 8,5  | 0,2 | 0,4 | 1,8 | 6,4  |
| 2009-2010 | Philadelphia 76ers | 82  | 80  | 25,9 | 54,5 | -   | 72,9 | 9,6  | 0,8 | 0,5 | 1,8 | 8,1  |
| 2010-2011 | Sacramento Kings   | 80  | 46  | 24,2 | 47,3 | 0,0 | 73,0 | 8,2  | 0,8 | 0,5 | 1,5 | 8,1  |
| 2011-2012 | Houston Rockets    | 65  | 45  | 22,2 | 50,6 | 0,0 | 79,6 | 7,0  | 0,5 | 0,6 | 1,7 | 7,5  |
| 2012-2013 | Milwaukee Bucks    | 47  | 23  | 16,3 | 54,2 | 100 | 69,1 | 5,9  | 0,4 | 0,4 | 1,1 | 6,7  |
| 2013-2014 | Dallas Mavericks   | 80  | 68  | 20,2 | 56,8 | 0,0 | 73,7 | 6,8  | 0,5 | 0,5 | 1,2 | 6,6  |
| 2014-2015 | N.Y. Knicks        | 32  | 21  | 17,0 | 43,8 | -   | 70,0 | 5,3  | 0,9 | 0,4 | 1,3 | 4,0  |
| Carriera  | Carriera           | 886 | 694 | 24,4 | 52,1 | 8,3 | 70,6 | 7,8  | 0,5 | 0,5 | 1,7 | 7,7  |

#### Playoffs
| Anno     | Squadra            | PG | PT | MP   | TC%  | 3P% | TL%  | RP   | AP  | PRP | SP  | PP   |
| -------- | ------------------ | -- | -- | ---- | ---- | --- | ---- | ---- | --- | --- | --- | ---- |
| 2005     | Philadelphia 76ers | 5  | 5  | 38,4 | 55,3 | -   | 40,0 | 12,8 | 0,4 | 0,4 | 1,4 | 11,6 |
| 2008     | Philadelphia 76ers | 6  | 6  | 32,2 | 42,2 | -   | 84,2 | 9,5  | 0,5 | 0,3 | 1,7 | 9,0  |
| 2009     | Philadelphia 76ers | 6  | 6  | 22,2 | 64,0 | -   | 75,0 | 7,8  | 0,5 | 0,3 | 1,5 | 5,8  |
| 2013     | Milwaukee Bucks    | 1  | 0  | 9,0  | 0,0  | -   | 25,0 | 3,0  | 0,0 | 1,0 | 0,0 | 1,0  |
| 2014     | Dallas Mavericks   | 7  | 7  | 19,3 | 45,8 | -   | 66,7 | 8,4  | 0,0 | 0,3 | 1,4 | 4,6  |
| Carriera | Carriera           | 25 | 24 | 26,5 | 50,3 | -   | 63,2 | 9,2  | 0,3 | 0,4 | 1,4 | 7,2  |

## Palmarès
- Trentottesimo miglior stoppatore di sempre NBA